# Проект Армянской автономии под протекторатом России
Армянская автономия в составе России (арм. Հայոց թագավորություն) — проект Армянского автономного царства под протекторатом Российской империи, разработанный влиятельными российскими подданными армянского происхождения и представленный на рассмотрение императору Николаю I в ходе Русско-персидской войны (1826—1828). После победы в войне, при выработке плана организационно-территориального деления и системы управления вновь присоединённых к России территорий, Николай I отверг данное предложение, при этом удовлетворив часть просьб армян и одобрив создание Армянской области в составе Российской империи, просуществовавшей до 1840 года.

## Предыстория

Карта Армении накануне присоединения к России, 1785-1825 гг.

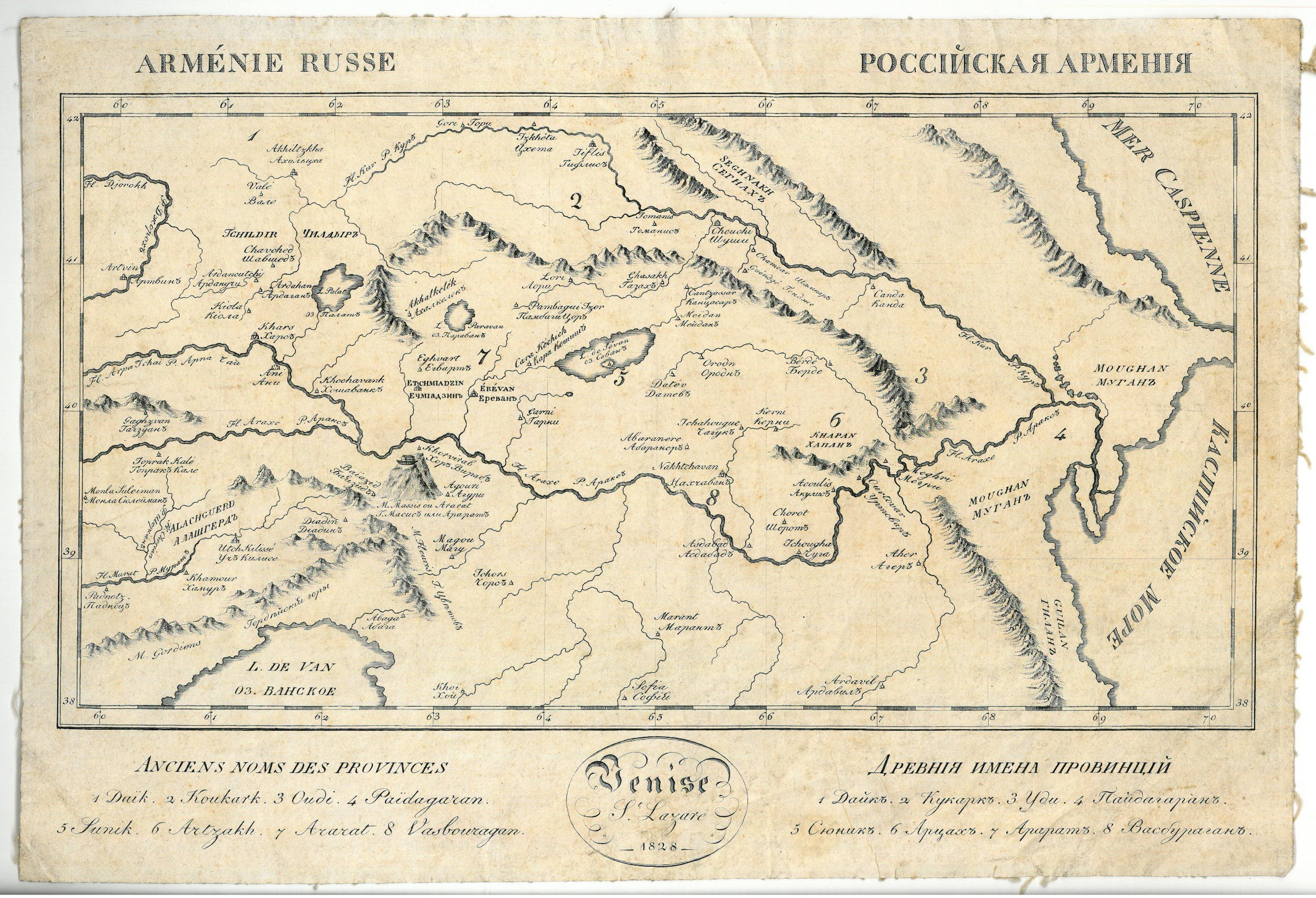
Российская Армения, карта 1828 года

Ещё задолго до завоевания Россией Закавказья, к её руководству многократно обращались армянские политические и духовные лидеры с просьбами об «освобождении их земель от персидского и османского владычества».
С воцарением Екатерины II произошло значительное оживление армяно-российских связей, а светские и духовные лидеры Армении и Грузии снова начали обращаться к российскому руководству с планами покровительства со стороны России. Крупные армянские купцы, а также Католикосы Акоп V и Симеон I в 1760 и 1766 годах соответственно, обращались к императрице с предложениями о протекторате России. В 1768 году ею был издан специальный указ о помощи армянам в их освобождении. Российские правящие круги, в частности — Г.А. Потёмкин, планировали создать Армянское автономное государство под протекторатом России, объединив Карабахское, Эриванское и Нахичеванское ханства, а также район Караджадаг. Территорию Гянджинского ханства планировалось присоединить к Грузии.

## Проект автономии
Боевые действия в войне с Персией в 1826 году складывались для России успешно: в сентябре, ещё до официального объявления войны, был взят город Гянджа (будущий Елисаветполь). К лету 1827 года Русская армия смогла предотвратить попытку вторжения в пределы империи (Грузинскую губернию) разгромив персов у древнего армянского Эчмиадзинского монастыря, а в октябре была взята Эривань — столица и главная крепость Эриванского ханства, в том же году пал Нахичевань.
В ходе войны перед правящими кругами Российской империи встал вопрос о создании администрации областей, занятых Русской армией, с последующей их интеграцией в систему управления территориями. Для выработки решения была создана специальная правительственная комиссия. Тогда же группой видных деятелей армянского происхождения, являющимися сторонниками идеи возрождения армянской государственности под покровительством России (Христофор Екимович Лазарев, Моисей Захарович Аргутинский-Долгорукий, Александр Макарович Худобашев), был разработан план создания Армянской автономии в составе Российской империи. Сторонником и вдохновителем подобных взглядов был также Католикос армян Нерсес V Аштаракеци, всячески поддерживающий действия Русской армии.
Согласно плану, на части территории исторической Восточной Армении (Карабах, Сюник, бывшее Эриванское и Нахичеванское ханства) создавалось автономное Армянское царство (княжество) с предоставлением титула российскому императору «Царь Армянский». Автономия должна была иметь свои законы и геральдику (герб, флаг), собственную пограничную армию на османской и персидской границах, укомплектованную из армянских военнослужащих. Особые права и свободы предоставлялись Армянской церкви.

## Судьба проекта
По условиям Туркманчайского мирного договора, заключённого 10 февраля (22) 1828 года, России отходила часть территории Восточной Армении — Эриванское и Нахичеванское ханства. На их территории, отказавшись от предложений предоставления автономии и удовлетворив часть предложений армянских деятелей, Николай I одобрил создание новой административной единицы Российской империи — Армянской области: «Силою трактата, с Персию заключённого, присоединённые от Персии ханство Эриванское и ханство Нахичеванское, Повелеваем во всех делах именовать отныне Областью Армянскою и включить оную в титул Наш».
О причинах этого решения российского императора американский историк Джордж Бурнутян писал: «Николай I, и Паскевич были консерваторами, выступавшими за русификацию всех нерусских территорий империи и взятие их под контроль центральной администрации». Российский историк А.С. Зурначян отмечает: «Император не был заинтересован в создании пусть и под своим протекторатом армянского государства, так как необходимо было укреплять государственное единство Российской империи ... К тому же предоставление возможности создать Армянское государство могло стать прецедентом, которым пожелали бы воспользоваться другие национальные окраины Российского государства».